# グレプ・ログヴォロドヴィチ
グレプ・ログヴォロドヴィチ（ロシア語: Глеб Рогволодович、? - 1186年頃）は、ポロツク公ログヴォロドの子である。ドルツク公位にあった人物であり、その在位はおそらく、1144年 - 1151年、1159年 - 1162年、1171年以降 - 1180年代である。

## 生涯
『イパーチー年代記』においては、グレプは1180年に、スモレンスク公ダヴィドの同盟者のドルツク公として言及されている。
スモレンスク公ダヴィドは、対立していたチェルニゴフ公家（オレグ家(ru)）に対し、グレプのドルツク公位を承認させたが、同時に、オレグ家の長子系の公であるスヴャトスラフ（この時期キエフ大公）らからの攻撃も予想されることであった。1181年、スヴャトスラフの兄弟の、チェルニゴフ公ヤロスラフが、ノヴゴロド・セヴェルスキー公イーゴリと共にドルツクへの包囲戦を開始した。ヤロスラフらはドルツィ川の左岸（ドルツクの対岸）に陣を敷き、スヴャトスラフ隊やノヴゴロド・セヴェルスキー公国のドルジーナ隊の到着を待った。スヴャトスラフ隊がドルツクに近接すると、ダヴィドは夜陰にまぎれてスモレンスクへ逃亡した。スヴャトスラフらはドルツクのオストログを焼き、ダヴィドを追うことなく引き上げた。おそらく、グレプもまた、ドルツクの放棄を余儀なくされている。